# Rise of the Footsoldier
Rise of the Footsoldier è un film del 2007 diretto da Julian Gilbey.
Il film si basa su una storia vera, quella del criminale londinese Carlton Leach, conclusa con il triplice assassinio avvenuto a Rettendon, nel distretto di Chelmsford (Essex) nel 1995.